# Eufidonia convergaria
Eufidonia convergaria är en fjärilsart som beskrevs av Walker 1860. Eufidonia convergaria ingår i släktet Eufidonia och familjen mätare. Inga underarter finns listade i Catalogue of Life.

## Bildgalleri

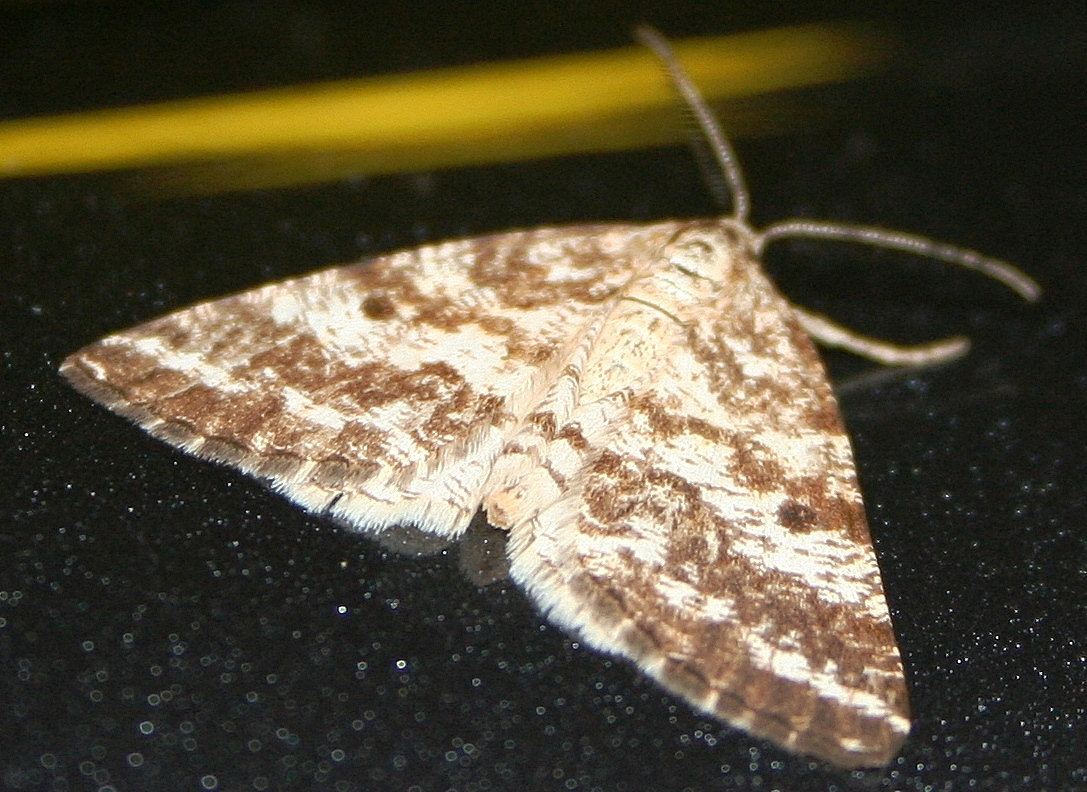